# Kariz
Kārīz (farsi کاریز) è una città dello shahrestān di Taybad, circoscrizione Centrale, nella provincia del Razavi Khorasan in Iran. Aveva, nel 2006, una popolazione di 9.565 abitanti. Si trova a nord di Taybad.